# Milanovac (jezero)
Milanovac  je jezero u Hrvatskoj. Nalazi se u Ličko-senjskoj županiji. Pripada u Plitvička jezera, u skupinu Donjih jezera. Najveće je od Donjih jezera.

## Opis
Nalazi se na nadmorskoj visini od 524 metara. Površine je 3 hektara. Najveća dubina je 18 metara. Dobilo je ime po pastiru Mili Perišiću, koji je ovdje imao mlin. Njega je strašna bujica survala u jezero, gdje se na kraju utopio. Boja vode je od plavičaste do zelenkaste. Jezero obrubljuju više od dvadeset metara visoke stijene, a staza za njegovo razgledanje uređena je uza samu vodu njegovom istočnom stranom.
Voda se iz Milanovca prelijeva preko sedrenog slapa, nazvanog Slap Milke Trnine uz koji je također pješačka staza, ruši u niže jezero Gavanovac.
| Jezero Milanovac – pogled prema Milanovačkom slapu |  | Jezero Milanovac – pogled prema Milanovačkom slapu |
| Jezero Milanovac – pogled prema Milanovačkom slapu |  | Jezero Milanovac kod Milanovačkog slapa            |